# توماس دان
توماس دان (بالإنجليزية: Thomas Dunn)‏ هو مخرج جوقة أمريكي، ولد في 21 ديسمبر 1925 في أبردين في الولايات المتحدة، وتوفي في 26 أكتوبر 2008 في بلومنغتون في الولايات المتحدة.